# Objeto BL Lacertae

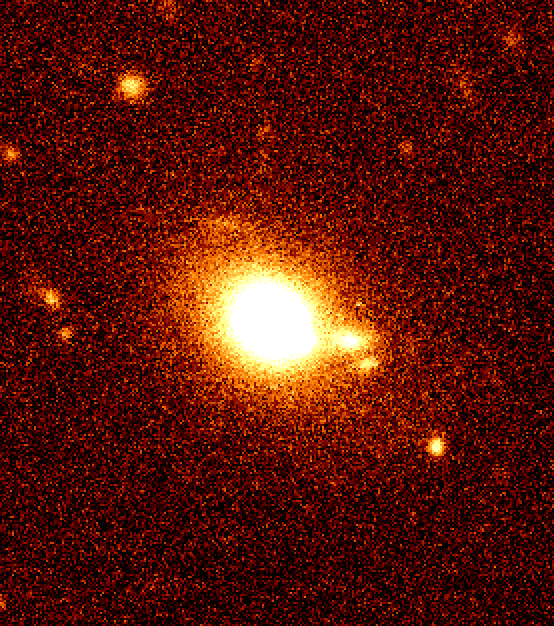
Imagem do objeto BL Lac H0323+02.

Objeto BL Lacertae ou objeto BL Lac é um tipo de galáxia com núcleo muito ativo, sendo por consequência uma galáxia ativa. Os objetos BL Lacertae são classificados como sendo um subtipo de blazar, que é um dos tipos de galáxia mais ativa do universo.
Os objetos BL Lacertae, assim como os demais tipos de blazar, são altamente variáveis. Caracterizam-se por terem uma emissão intensa na faixa de rádio do espectro eletromagnético e por não apresentarem linhas de emissão no espectro.